# Ampulex aborensis
Ampulex aborensis är en  stekelart som beskrevs av Nurse 1914. Ampulex aborensis ingår i släktet Ampulex och familjen Ampulicidae. Inga underarter finns listade i Catalogue of Life.